# Nuoto ai Giochi della XXIV Olimpiade - 200 metri misti maschili

## Record
Prima di questa competizione, il record del mondo (WR) e il record olimpico (OR) erano i seguenti.
|  | 2'00"56 | Tamás Darnyi Ungheria | 23 agosto 1987 Strasburgo, Francia     |
|  | 2'01"42 | Alex Baumann Canada   | 4 agosto 1984 Los Angeles, Stati Uniti |

Durante l'evento è stato migliorato il record mondiale (e olimpico):
| Data         | Evento   | Atleta       | Nazione  | Tempo   | Record |
| ------------ | -------- | ------------ | -------- | ------- | ------ |
| 25 settembre | Finale A | Tamás Darnyi | Ungheria | 2'00"17 |        |

## Batterie
Si sono svolte 8 batterie di qualificazione. I primi 8 atleti si sono qualificati per la finale A (Q), i successivi 8 hanno invece disputato la finale B (q).
| #  | Batteria | Atleta                   | Nazionalità             | Tempo   | Note |
| -- | -------- | ------------------------ | ----------------------- | ------- | ---- |
| 1  | 8        | Tamás Darnyi             | Ungheria                | 2'02"15 | Q    |
| 2  | 8        | Vadim Jaroščuk           | Unione Sovietica        | 2'02"77 | Q    |
| 3  | 6        | Patrick Kühl             | Germania Est            | 2'03"77 | Q    |
| 4  | 6        | Mikhail Zubkov           | Unione Sovietica        | 2:03"79 | Q    |
| 5  | 6        | Gary Anderson            | Canada                  | 2'04"00 | Q    |
| 6  | 8        | Raik Hannemann           | Germania Est            | 2'04"03 | Q    |
| 7  | 8        | Peter Bermel             | Germania Ovest          | 2'04"18 | Q    |
| 8  | 7        | Robert Bruce             | Australia               | 2'04"31 | Q    |
| 9  | 7        | David Wharton            | Stati Uniti             | 2'04"64 | q    |
| 10 | 7        | Jens-Peter Berndt        | Germania Ovest          | 2'04"80 | q    |
| 11 | 7        | Christophe Bordeau       | Francia                 | 2'04"95 | q    |
| 12 | 6        | Bill Stapleton           | Stati Uniti             | 2'05"32 | q    |
| 13 | 6        | Luca Sacchi              | Italia                  | 2'05"45 | q    |
| 14 | 7        | Charalambos Papanikolaou | Grecia                  | 2'05"53 | q    |
| 15 | 6        | John Davey               | Gran Bretagna           | 2'05"55 | q    |
| 16 | 7        | Neil Cochran             | Gran Bretagna           | 2'05"56 | q    |
| 17 | 8        | Rob Woodhouse            | Australia               | 2'05"87 |      |
| 18 | 6        | Roberto Cassio           | Italia                  | 2'05"88 |      |
| 19 | 5        | Takahiro Fujimoto        | Giappone                | 2'07"23 |      |
| 20 | 6        | Gary O'Toole             | Irlanda                 | 2'07"77 |      |
| 21 | 8        | Darren Ward              | Canada                  | 2'07"84 |      |
| 22 | 5        | Satoshi Takeda           | Giappone                | 2'08"11 |      |
| 23 | 7        | József Szabó             | Ungheria                | 2'09"08 |      |
| 24 | 5        | Javier Careaga           | Messico                 | 2'09"38 |      |
| 25 | 5        | Rodrigo González         | Messico                 | 2'09"52 |      |
| 26 | 4        | Júlio César Rebolal      | Brasile                 | 2'09"62 |      |
| 27 | 5        | Eðvarð Þór Eðvarðsson    | Islanda                 | 2'10"18 |      |
| 28 | 4        | Diogo Madeira            | Portogallo              | 2'10"21 |      |
| 29 | 5        | Renato Ramalho           | Brasile                 | 2'10"32 |      |
| 30 | 4        | René Concepcion          | Filippine               | 2'10"37 |      |
| 31 | 5        | Xie Jun                  | Cina                    | 2'10"52 |      |
| 31 | 5        | Martín López-Zubero      | Spagna                  | 2'10"52 |      |
| 33 | 4        | Sidney Appelboom         | Belgio                  | 2'10"55 |      |
| 34 | 4        | David Lim                | Singapore               | 2'11"57 |      |
| 35 | 3        | Lee Jae-soo              | Corea del Sud           | 2'11"88 |      |
| 36 | 8        | Sergio López Miró        | Spagna                  | 2'13"48 |      |
| 37 | 3        | Richard Sam Bera         | Indonesia               | 2'13"90 |      |
| 38 | 4        | Wirmandi Sugriat         | Indonesia               | 2'13"93 |      |
| 39 | 3        | Hakan Eskioğlu           | Turchia                 | 2'14"32 |      |
| 40 | 4        | Yip Hor Man              | Hong Kong               | 2'14"65 |      |
| 41 | 3        | Desmond Koh              | Singapore               | 2'14"77 |      |
| 42 | 2        | Sultan Al-Otaibi         | Kuwait                  | 2'15"63 |      |
| 43 | 3        | Eric Greenwood           | Costa Rica              | 2'15"64 |      |
| 44 | 2        | Horst Niehaus            | Costa Rica              | 2'16"16 |      |
| 45 | 3        | Jonathan Sakovich        | Guam                    | 2'16"70 |      |
| 46 | 2        | Kraig Singleton          | Isole Vergini Americane | 2'16"93 |      |
| 47 | 2        | Graham Thompson          | Zimbabwe                | 2'17"06 |      |
| 48 | 3        | Arthur Li                | Hong Kong               | 2'17"10 |      |
| 49 | 2        | Tsai Hsin-yen            | Taipei cinese           | 2'17"95 |      |
| 50 | 1        | Vaughan Smith            | Zimbabwe                | 2'18"07 |      |
| 51 | 2        | Chiang Chi-li            | Taipei cinese           | 2'18"76 |      |
| 52 | 2        | Mouhamed Diop            | Senegal                 | 2'20"74 |      |
| 53 | 1        | Mohamed Bin Abid         | Emirati Arabi Uniti     | 2'29"08 |      |
| 54 | 2        | Bruno N'Diaye            | Senegal                 | 2'29"18 |      |
| 55 | 1        | Mohamed Abdullah         | Emirati Arabi Uniti     | 2'31"44 |      |
| 56 | 1        | Rami Kantari             | Libano                  | 2'34"53 |      |
| -  | 3        | Patrick Concepcion       | Filippine               | DNS     |      |
| -  | 8        | Jan Bidrman              | Svezia                  | DNS     |      |

## Finale B
| Posizione | Atleta                   | Paese          | Tempo   | Note |
| --------- | ------------------------ | -------------- | ------- | ---- |
| 1         | David Wharton            | Stati Uniti    | 2'03"05 |      |
| 2         | John Davey               | Gran Bretagna  | 2'04"17 |      |
| 3         | Neil Cochran             | Gran Bretagna  | 2'05"44 |      |
| 4         | Christophe Bordeau       | Francia        | 2'05"51 |      |
| 5         | Luca Sacchi              | Italia         | 2'05"68 |      |
| 6         | Charalambos Papanikolaou | Grecia         | 2'06"61 |      |
| 7         | Jens-Peter Berndt        | Germania Ovest | 2'06"76 |      |
| 8         | Bill Stapleton           | Stati Uniti    | 2'06"82 |      |

## Finale A
| Posizione | Atleta         | Paese            | Tempo   | Note |
| --------- | -------------- | ---------------- | ------- | ---- |
| Oro       | Tamás Darnyi   | Ungheria         | 2'00"17 |      |
| Argento   | Patrick Kühl   | Germania Est     | 2'01"61 |      |
| Bronzo    | Vadim Jaroščuk | Unione Sovietica | 2'02"40 |      |
| 4         | Mikhail Zubkov | Unione Sovietica | 2'02"92 |      |
| 5         | Peter Bermel   | Germania Ovest   | 2'03"81 |      |
| 6         | Robert Bruce   | Australia        | 2'04"34 |      |
| 7         | Raik Hannemann | Germania Est     | 2'04"82 |      |
| 8         | Gary Anderson  | Canada           | 2'06"35 |      |